# Argyra perplexa
Argyra perplexa es una especie de mosca del género Argyra, de la familia Dolichopodidae, orden Diptera.

## Distribución
Se distribuye por Europa.

## Taxonomía
Fue descrita por Becker en 1918 y publicada en Becker, T. (1918) Dipterologische Studien. Dolichopodidae. Dritter Teil. Nova Acta Academiae Caesareae Leopoldino-Carolinae Germanicum Naturae Curiosorum 104(2): 35-214.